# 차오윈딩
차오윈딩(중국어 간체자: 曹赟定, 정체자: 曹贇定, 병음: Cáo Yūndìng, 1989년 11월 22일 ~ )은 중국의 축구 선수이다. 포지션은 미드필더, 윙어이며 현재 중국 슈퍼리그의 상하이 선화 소속이다.

## 선수 경력

### 클럽팀 경력
2000년 건바오 축구 아카데미에서 축구를 시작했다. 그리고 2006년 상하이 상강 1군팀으로 승격되었다. 2006년 8월 10일 우한 야치와의 경기에서 프로 데뷔골을 기록했다. 2007년에는 팀에서 입지를 더욱 확고해 나가면서 상하이 상강의 중국 을급리그 우승을 이뤄냈다. 2009시즌에 22경기 2골을 기록하는 성과를 거두었지만 팀은 4위를 기록해 승격에는 실패했다. 2010시즌에도 20경기 2골을 기록하면서 주전 선수로 활약했다.
2011시즌을 앞두고 중국 슈퍼리그의 상하이 상강으로 이적했다. 2011년 3월 2일 가시마 앤틀러스와의 아시아 챔피언스리그 경기에서 이적 후 첫 경기를 가졌다. 2011년 9월 21일 옌볜장백호랑이와의 중국 FA컵 경기에서 상하이 상강에서의 첫 득점을 기록했다.
2017년 중국 FA컵 결승 2차전에서 친정팀인 상하이 상강에게 득점을 기록했다. 이 경기에서 팀은 3-2로 패배했지만 1차전 1-0 승리와 함께 원정 다득점 원칙에 의해 우승을 할 수 있었다. 차오윈딩은 이 대회 MVP를 수상했다.

### 국가대표 경력
2016년 11월 15일 카타르 축구 국가대표팀과의 경기에서 중국 축구 국가대표팀에 데뷔했다.

## 수상

### 팀
- 중국 을급리그 우승: 2007
- 중국 FA컵 우승: 2017

### 개인
- 중국 FA컵 MVP:2017